# Anna Nasilyan
Anna Nasilyan, född 6 september 1980, är en armenisk friidrottare. Hon deltog vid olympiska sommarspelen 2000.